# Microcasa

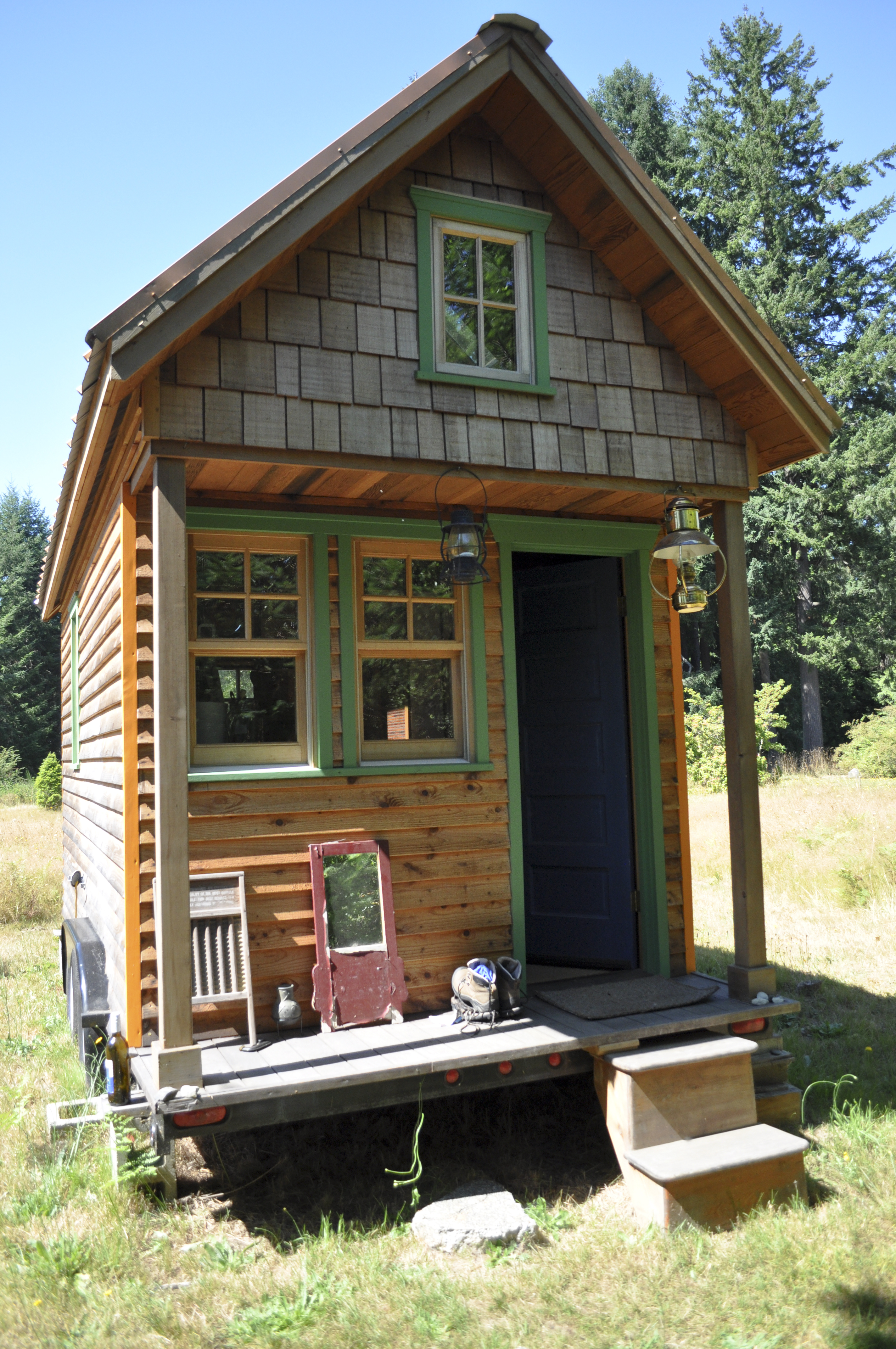
Una microcasa ad Olympia nello stato di Washington (Stati Uniti)

La microcasa o minicasa è un'unità abitativa indipendente con un massimo di 37 metri quadrati di superficie; da questa definizione sono esclusi i loft.

## Caratteristiche

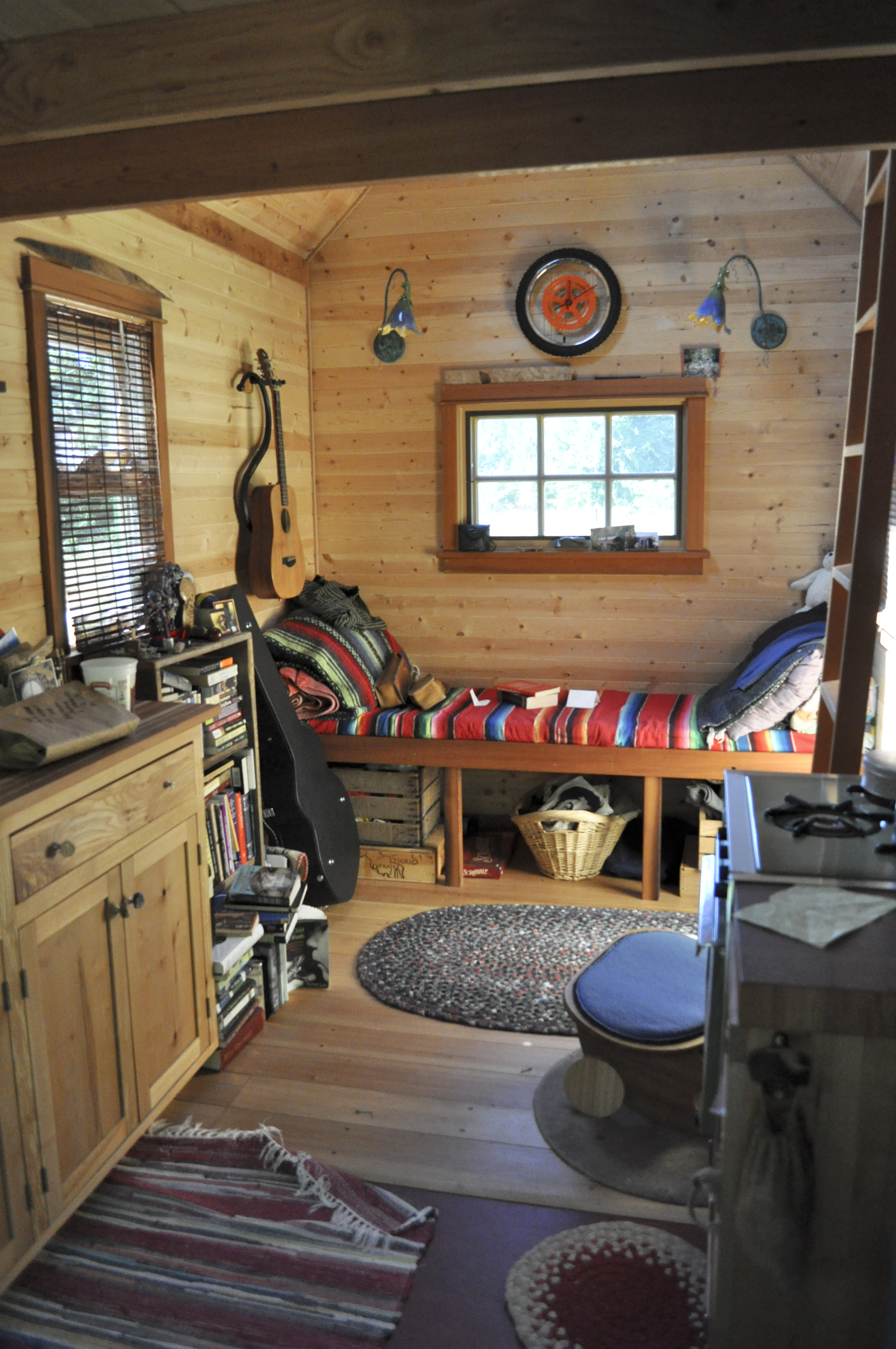
Interno di una minicasa a Portland

Uno tra i fattori all'origine dell'interesse per le minicase fu la crisi finanziaria del 2007-2008, perché case minuscole hanno in generale costi di manutenzione minori delle case di dimensione ordinaria. Tra gli elementi a favore delle minicase viene anche citata la migliore compatibilità con l'ambiente. Tra gli altri motivi che spingono i sostenitori delle minicase alla loro scelte abitativa c'è la convinzione che vivere in una piccola casa riduca l'isolamento sociale delle famiglie e spinga ad una più intensa integrazione a livello di comunità locale. Le case minuscole possono anche fornire alloggi di transizione a prezzi accessibili per i senzatetto. In generale nelle minicase viene posta particolare attenzione al design, molti degli arredi sono plurifunzionali, e vengono utilizzati elettrodomestici e tecnologie - a volte innovative - con l'obiettivo di risparmiare spazio a parità di prestazioni.

## I princìpi
- Avere una casa piccola e poco ingombrante,
- Semplificazione della vita,
- Auto-consapevolezza e apprezzamento della vita,
- Coscienza ambientale,
- Autosufficienza e/o nascita di uno spirito comunitario,
- Sicurezza/stabilità fiscale,
- Prezzo accessibile e risparmio economico,
- Più tempo libero per le proprie passioni e avventure

## Programmi TV sul tema
- Vado a vivere... minicase (Tiny House Hunters, versione italiana trasmessa da HGTV)
- Tiny House – Piccole case per vivere in grande (Tiny House Nation, versione italiana da Cielo)
- Minicase (Tiny House, Big Living, versione italiana trasmessa da HGTV)